# Boržavská hospodářská dráha
Boržavská hospodářská dráha, též Boržavská úzkokolejka (ukrajinsky Боржавська вузькоколійна залізниця, též Боржавська вузькоколійка) se nachází na území Ukrajiny a vede ze stanic Berehovo a Vynohradiv do uzlové stanice Chmilnyk, odkud pokračuje do Iršavy.
V provozu je v současné době pouze úsek Vynohradiv – Chmilnyk – Iršava. Provozuschopný je i úsek Berehovo – Chmilnyk, v současnosti na něm však již jezdí jen služební jízdy do depa ve stanici Berehovo a občas nostalgické jízdy. Ve stanicích Berehovo a Vynohradiv se napojuje na železniční trať Baťovo – Korolevo. Úzkokolejka je turistickou atrakcí.

## Rozchod tratě
Původní rozchod tratě byl 760 mm, obvyklý na území Rakousko-Uherska. Poté, co v roce 1944 byla Podkarpatská Rus připojena k Ukrajinské SSR, byla celá trať v letech 1948 až 1949 přestavěna na sovětský jednotný rozchod pro úzkokolejky 750 mm.

## Historie
Zahájení provozu probíhalo po úsecích, a to:
- provoz na úsecích Berehovo – Dovhe a Vynohradiv – Chmilnyk byl zahájen 23. prosince 1908
- provoz na úseku Chmilnyk – Kušnycja byl zahájen 22. května 1909
- provoz na úseku Iršava – Osij byl zahájen 23. prosince 1910
- provoz na úseku Osij – Kamjanka byl zahájen 10. června 1911.

Od roku 1912 se začaly zprovozňovat jednotlivé přípoje lesní hospodářské dráhy. Státní lesy zřídily a provozovaly 23 km dlouhý úsek z Dovheho přes Broňku údolím proti proudu stejnojmenné řeky.
Mezi lety 1919 a 1938 se trať nacházela na území Československa, původně soukromá dráha byla roku 1923 zestátněna a provoz převzaly Československé státní dráhy, které zde na konci 20. let 20. století nasadily do provozu motorové vozy řad M 11.0 a M 21.0. V letech 1938–1945 provozovaly trať maďarské železnice, poté připadla, i s celou Podkarpatskou Rusí, do Sovětského svazu. Roku 1991 převzaly provoz ukrajinské dráhy.

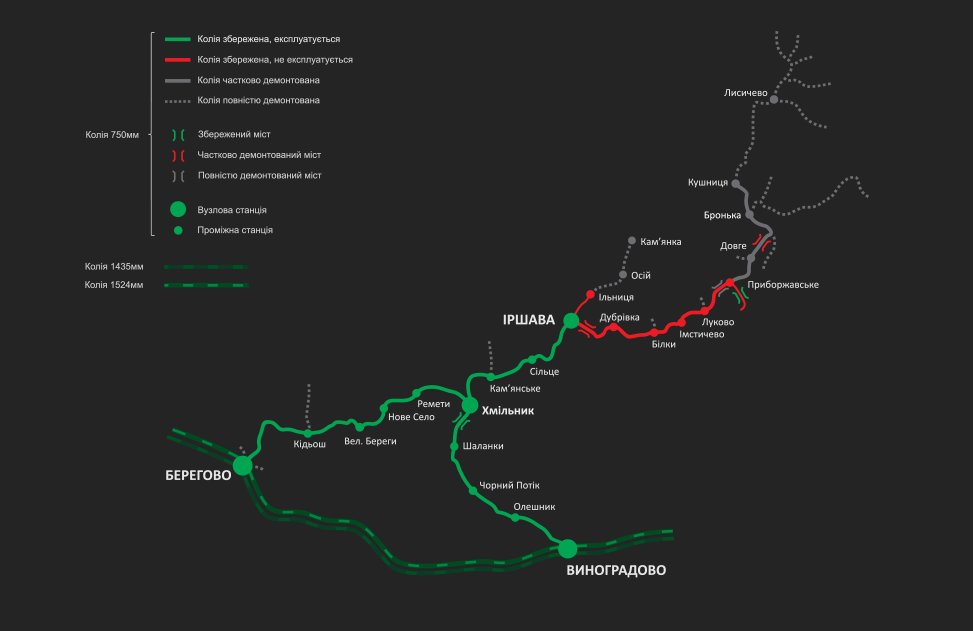
Schema tratí, stav v roce 2016

## Galerie

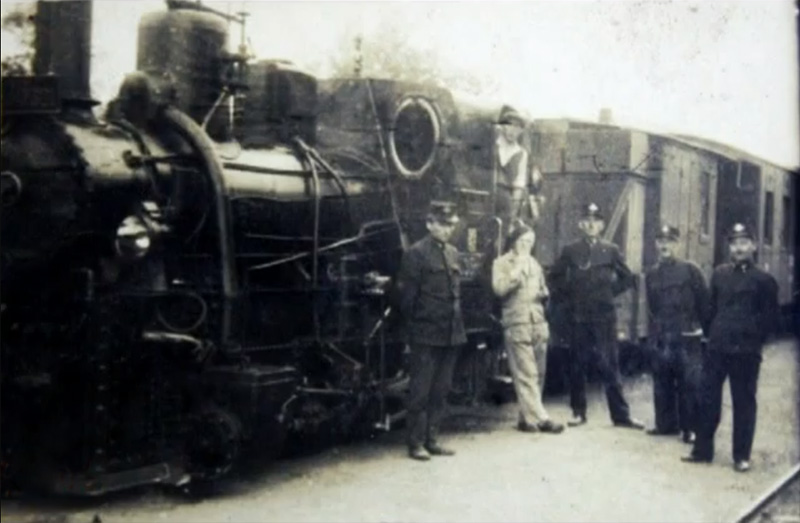
Lokomotiva U35.301 ve stanici Iršava
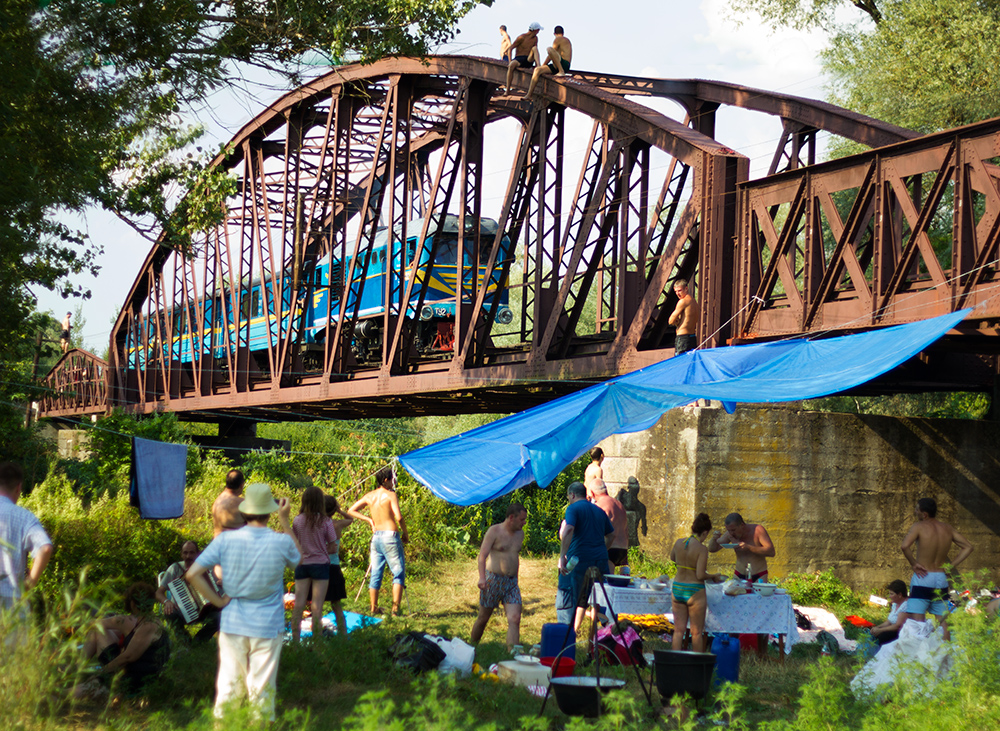
Vlak na mostě v Chmilnyku (2012)
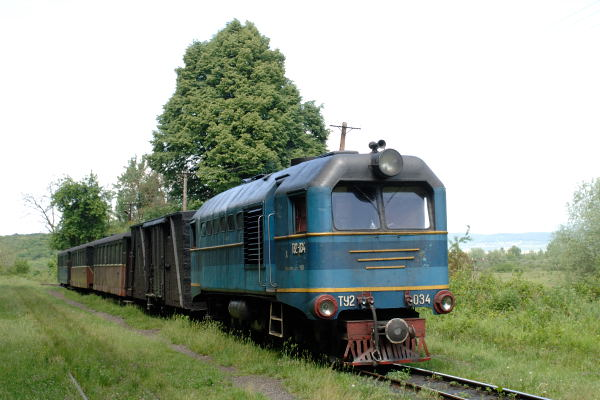
Lokomotiva TU2-034 v Chmilnyku
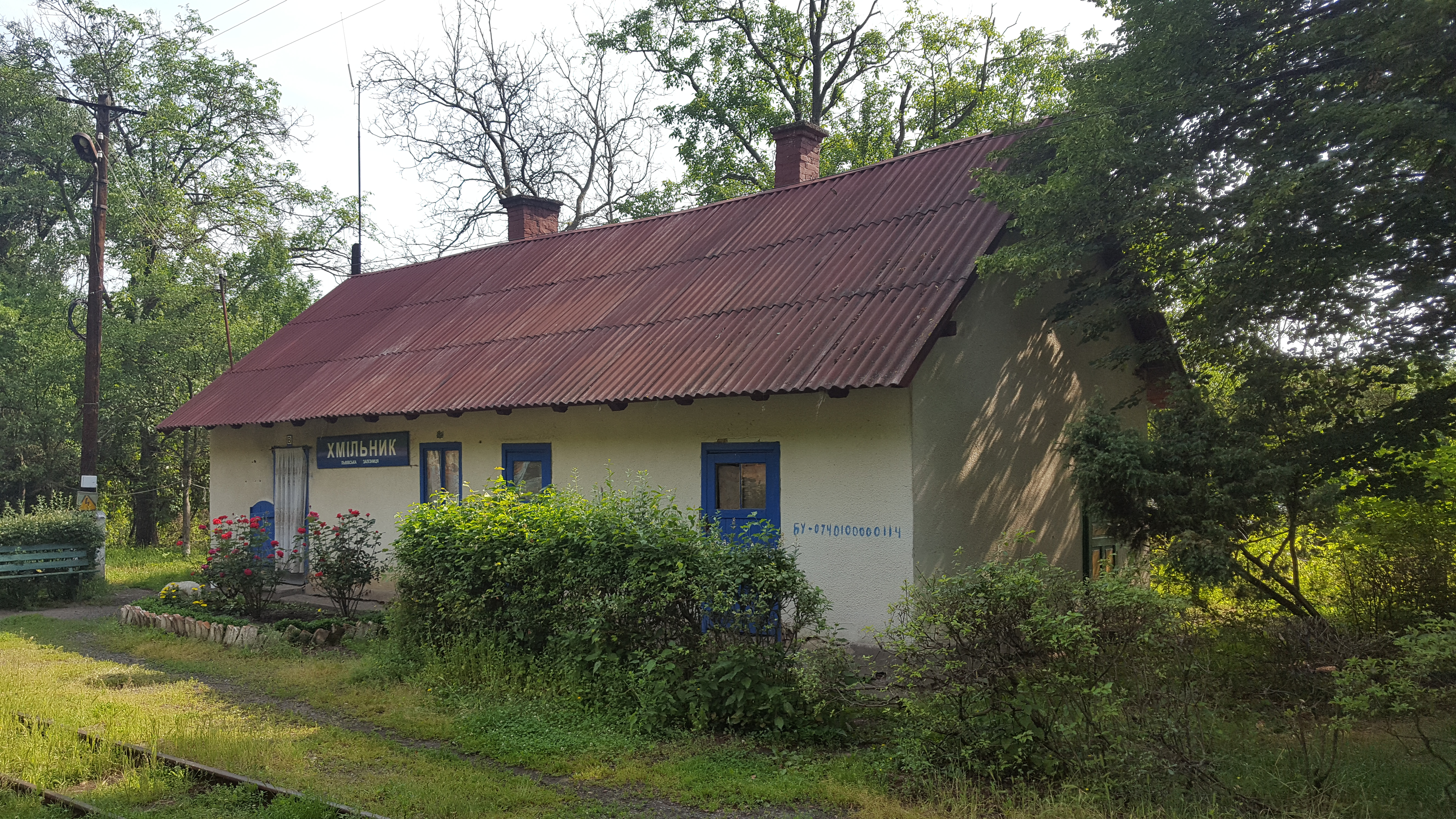
Nádraží v Chmilnyku (2016)
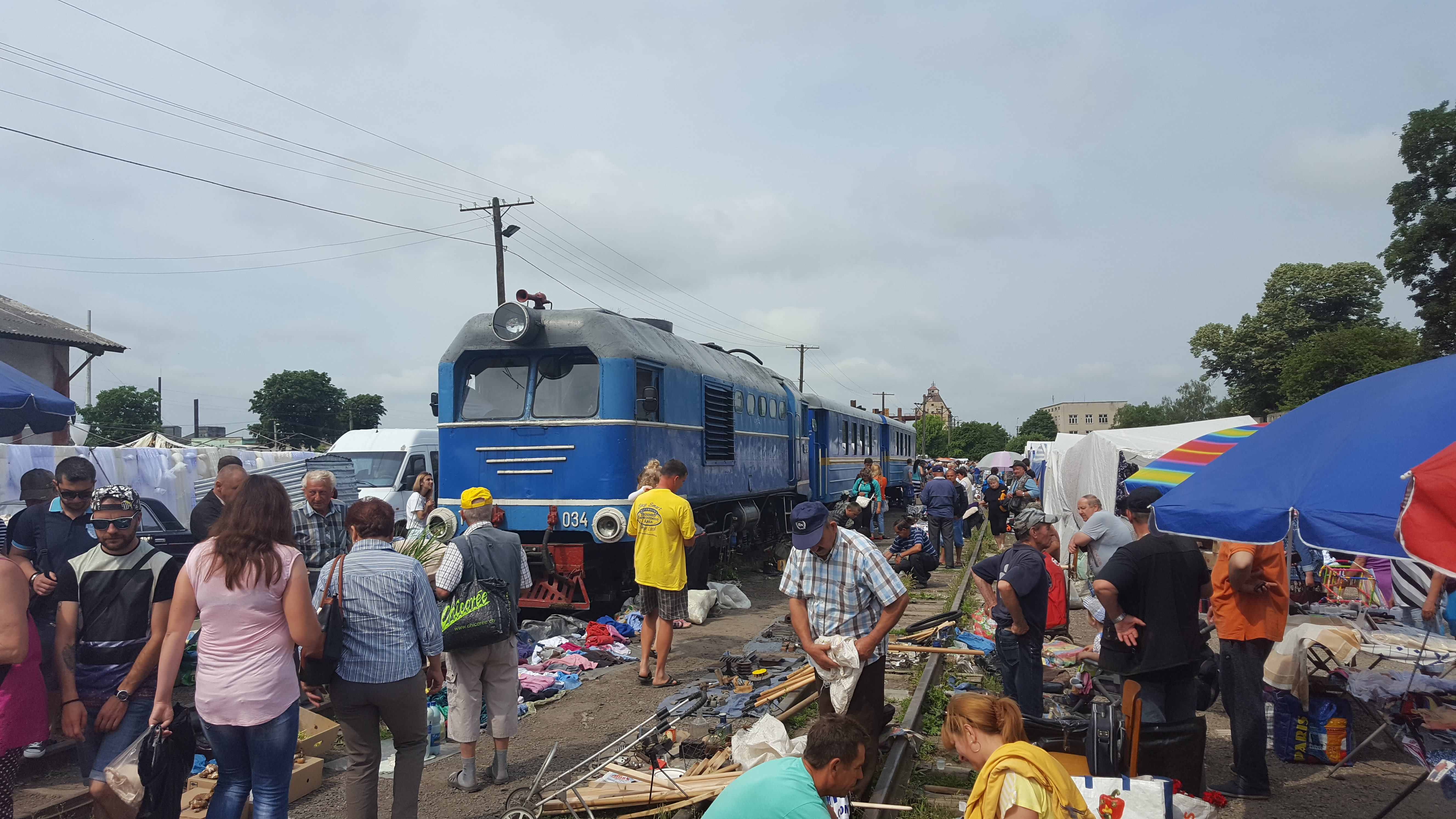
Nádražní trh ve Vynohradivu (2016)

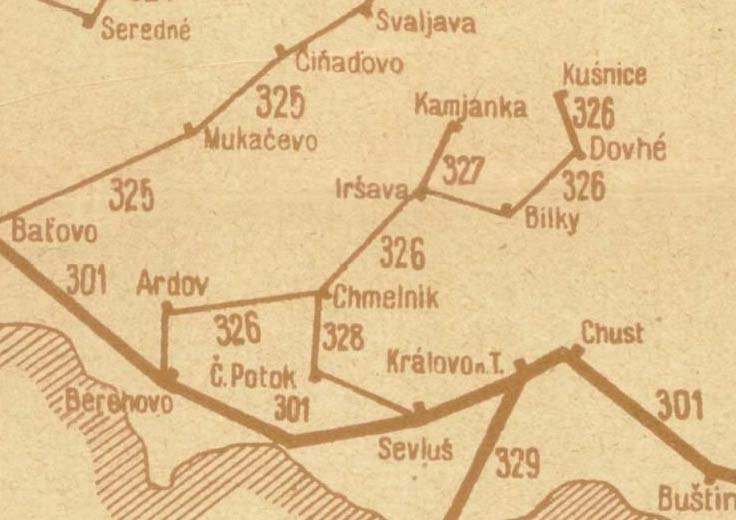
Boržavská hospodářská dráha včetně navazujících tratí na mapě ČSD (1938)